# Catedral de San Miguel (Springfield)
La catedral San Miguel (en inglés St. Michael's Cathedral) es la iglesia madre de la diócesis de Springfield, Estados Unidos.
Situada en la calle State en Springfield, Massachusetts, la catedral fue construida en la década de 1860.
La catedral fue ampliada en 1996, por el Obispo Marshall Center. Durante su ampliación se construyó una capilla con capacidad para 60 personas, un estudio de TV para la emisión diaria de la Misa, un salón parroquial que tiene capacidad para 120 personas y una cocina.